# Georg Volkens
Georg Ludwig August Volkens, född 13 juli 1855 i Berlin, död där 10 januari 1917, var en tysk botaniker.
Volkens blev filosofie doktor i Berlin 1882, inriktade tidigt sina undersökningar på växternas förhållande till ståndort och klimat med avseende på den inre byggnaden, skrev däröver bland annat Ueber liquide Wasserausscheidung an den Blättern höherer Pflanzen (1882) och Zur Kenntnis der Beziehungen zwischen Standort und anatomischem Bau der Vegetationsorgane (1884), varpå han för att studera växter i extrema levnadsvillkor reste till Egypten, där han fick material till Die Flora der ägyptisch-arabischen Wüste, auf Grundlage anatomisch-physiologischer Forschungen dargestellt (1887). I liknande syfte reste han (tillsammans med geologen Carl Lent) till Kilimanjaro 1892-94, varöver han utom smärre arbeten skrev Der Kilimandscharo (1897).
Förutom dessa ekologiska och anatomiska arbeten bedrev Volkens systematiska undersökningar, allt mer med dragning åt kolonialväxterna. Han blev docent vid Berlinuniversitetet i växtfysiologi 1887, anställdes vid botaniska museet 1889, erhöll 1895 professors titel, deltog i stiftandet av tyska kolonialföreningen och blev kustos för den kolonialbotaniska centralbyrån vid museet 1898. I denna befattning reste han 1899-1900 till de av Tyskland nyförvärvade Karolinerna och Marianerna och 1901–1902 till Java.
Av Volkens omfattande författarskap kan ytterligare framhållas Ueber Pflanzen mit lackierten Blättern (1890), Die Vegetation der Karolinen (1901), Die Flora der Marshall-Inseln (1903), Die Nutzpflanzen Togos (1909-10) och Laubfall und Lauberneuerung in den Tropen (1912).

Auktorsnamnet Volk. kan användas för Georg Volkens i samband med ett vetenskapligt namn inom botaniken; se Wikipediaartiklar som länkar till auktorsnamnet.